# Michaela Langer-Weninger

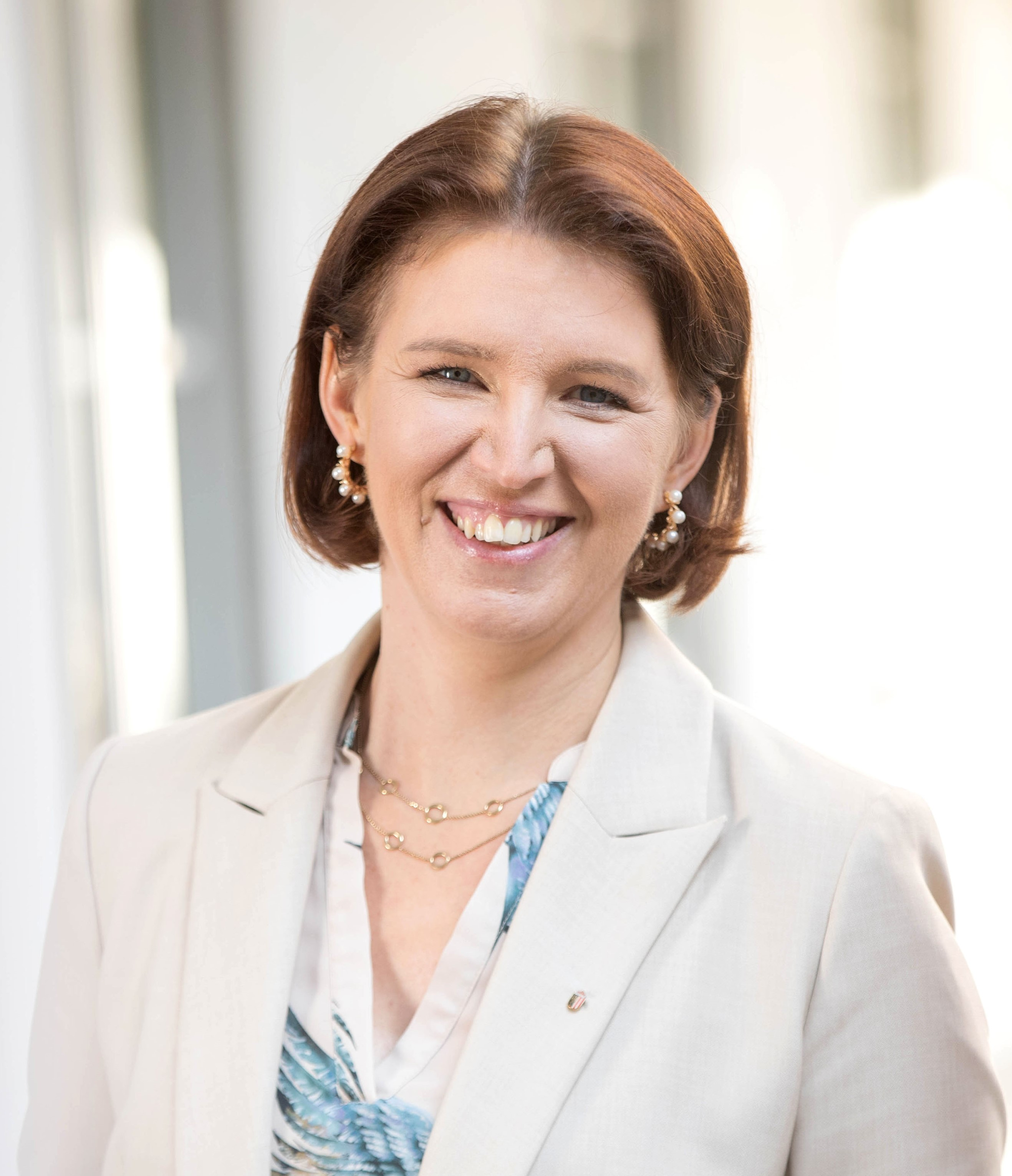
Michaela Langer-Weninger (2021)

Michaela Langer-Weninger (* 25. Jänner 1979 in Waidhofen an der Thaya) ist eine österreichische Politikerin (ÖVP) und Landwirtin. Sie war von 2009 bis 2021 Abgeordnete zum Oberösterreichischen Landtag. Vom 27. Juni 2019 bis 23. Oktober 2021 fungierte Langer-Weninger als Präsidentin der Landwirtschaftskammer Oberösterreich. Seit dem 23. Oktober 2021 ist sie Landesrätin in der Landesregierung Stelzer II.

## Leben
Langer-Weninger wurde als Tochter des Litschauer Stadtrates Norbert Steiner geboren und wuchs in der Litschauer Katastralgemeinde Schandachen auf.
Sie besuchte von 1993 bis 1998 die Tourismusschule in Krems an der Donau und absolvierte 2003 die landwirtschaftliche Facharbeiter-Ausbildungsprüfung sowie zwischen 2004 und 2006 die Ausbildung und Prüfung zur Meisterin der ländlichen Hauswirtschaft. Langer-Weninger war von 1997 bis 1999 als Touristikkauffrau beim Tourismusverband St. Gilgen beschäftigt und von 1998 bis 1999 auch Touristikkauffrau der Hochseeschiffe-Verwaltungs GmbH.
Langer-Weninger ist verheiratet und lebt in Innerschwand am Mondsee. Sie ist Mutter einer Tochter (* 2000) und zweier Söhne (* 2002 bzw. 2007).

## Politik

### Anfänge
Michaela Langer-Weninger engagierte sich von 2008 bis 2019 als Ortsbäuerin in ihrer Heimatgemeinde Innerschwand am Mondsee. Zudem übernahm sie im selben Jahr das Amt der Bauernbund-Bezirksobmann-Stellvertreterin. 2009 bis 2019 hatte sie das Amt der Stellvertretenden Bezirksbäuerin des Bezirkes Vöcklabruck inne. Seit 2009 ist Langer-Weninger in Innerschwand am Mondsee im Gemeinderat vertreten (2015 bis 2019 im Gemeindevorstand; aktuell als Ersatzmitglied).
2014 wurde sie zur Stellvertreterin des damaligen Bauernbund-Landesobmannes Max Hiegelsberger bestellt. Von 2016 bis 2020 stand sie der Vöcklabrucker ÖVP als Bezirksparteiobfrau vor. Als erste Frau folgte Langer-Weninger am 27. Juni 2019 Franz Reisecker als Präsidentin der Landwirtschaftskammer Oberösterreich nach. Im Zuge ihrer Kammertätigkeit war sie von 2020 bis 2021 auch AMA Verwaltungsratsvorsitzende. Seit 9. Juni 2021 ist sie zudem Mitglied im Bezirksparteivorstand der ÖVP ihres Heimatbezirkes, Vöcklabruck.
Mit der Bestellung zur Agrar-Landesrätin legte Langer-Weninger ihre Funktionen in der Landwirtschaftskammer nieder und wurde 2022 durch den Landesbauernrat zur Bauernbund-Landesobfrau gewählt.

### Landespolitik
Am 23. Oktober 2009 wurde Michaela Langer-Weniger als Abgeordnete im Landtag von Oberösterreich angelobt. Mit dem Beginn der Legislaturperiode 2021 wechselte Langer-Weninger vom Landtag in die oberösterreichische Landesregierung Stelzer II. Dort vertritt sie als Landesrätin der OÖ Regionen in ihrer Zuständigkeit folgende Ressorts: Land- & Forstwirtschaft, Gemeinden, Ernährung und Feuerwehren & Katastrophenschutz. Im Frühjahr 2022 folgte im Zuge des OÖVP-Landesparteitages die Wahl zur Landesparteiobmann-Stv.